# مرزوق العتیبی
مرزوق العتیبی (انگلیسی: Marzouk Al-Otaibi؛ زادهٔ ۷ نوامبر ۱۹۷۵) یک ورزشکار اهل عربستان سعودی است.
از باشگاه‌هایی که در آن بازی کرده‌است می‌توان به باشگاه فوتبال الشباب عربستان سعودی، باشگاه فوتبال الاتحاد، باشگاه فوتبال النصر عربستان سعودی، باشگاه فوتبال الوحده عربستان سعودی، باشگاه فوتبال الوطنی عربستان سعودی، تیم ملی فوتبال عربستان سعودی، و باشگاه فوتبال الاتحاد اشاره کرد.
وی همچنین در تیم ملی فوتبال عربستان سعودی بازی کرده است.